# Philautus mjobergi
Philautus mjobergi é uma espécie de anfíbio da família Rhacophoridae.
Pode ser encontrada nos seguintes países: Indonésia, Malásia e possivelmente no Brunei.
Os seus habitats naturais são: regiões subtropicais ou tropicais húmidas de alta altitude.